# Dhole
Dholen eller den asiatiske vildhund (Cuon alpinus) er et dyr i hundefamilien. Arten er den eneste i slægten Cuon. Den når en længde på 90 cm med en hale på 40-45 cm og vejer 15-20 kg. Den lever i det sydøstlige Asien.
Glad Zoo i Lintrup i Sønderjylland (tidligere Lintrup Zoo) holder en familiegruppe Dholer i fangenskab, og Munkholm Zoo på Djursland har ligeledes Dholer.